# Rumania en los Juegos Paralímpicos de Pekín 2008
Rumania estuvo representada en los Juegos Paralímpicos de Pekín 2008 por cinco deportistas, tres hombres y dos mujeres.

## Medallistas
El equipo paralímpico rumano obtuvo las siguientes medallas:
| Nombre             | Deporte          | Evento                     |
| ------------------ | ---------------- | -------------------------- |
| Oro                |                  |                            |
| —                  |                  |                            |
| Plata              |                  |                            |
| Carol-Eduard Novak | Ciclismo en ruta | Contrarreloj LC2 masculino |
| Bronce             |                  |                            |
| —                  |                  |                            |